# Eržišće
Eržišće is een plaats in de gemeente Sveta Nedelja in de Kroatische provincie Istrië. De plaats telt 58 inwoners (2001).